# اچ‌ام‌اس مینرو (۱۷۸۰)
اچ‌ام‌اس مینرو (۱۷۸۰) (به انگلیسی: HMS Minerva (1780)) یک کشتی بود که طول آن ۱۴۱ فوت ۰ اینچ (۴۲٫۹۸ متر) بود.